# Philippe Lauzun
Pour les articles homonymes, voir Lauzun.
Germain Joseph Philippe Lauzun, né le 21 janvier 1847 à Agen (Lot-et-Garonne), mort le 21 avril 1920 à Valence-sur-Baïse (Gers), est un érudit et écrivain français.

## Biographie
Son père, Antonin Lauzun, est maire de la ville de Brax, près d'Agen, et conseiller général du canton de Laplume. Sa mère est d'une ancienne famille de Valence-sur-Baïse (Gers) : les Lamouroux, qui ont donné un maire d'Agen dont le fils, Jean Vincent Félix Lamouroux, est un biologiste réputé.
Après des études au lycée d'Agen, il étudie le droit, d'abord à Bordeaux, puis à Paris. À la fin de ses études, la guerre de 1870 éclate. Il s'engage alors dans les mobiles du Lot-et-Garonne et devient officier. La guerre finie, il devient secrétaire de son ancien professeur de la faculté de droit, Anselme Batbie, qui a été élu député, puis a été nommé ministre de l'Instruction publique. Lauzun est alors tenté lui-même par une carrière politique, mais il y renonce. Passionné par l'histoire et les beaux-arts, il voyage beaucoup entre Paris et la Gascogne, mais aussi la France et les pays étrangers. 
Il porte un grand intérêt à l'archéologie et participe activement à la Société académique d'Agen. Il en devient le secrétaire perpétuel en remplacement de son ami G. Tholin, archiviste départemental de Lot-et-Garonne. Il s'occupe de l'organisation des réunions, et de la publication de la Revue de l'Agenais. Auteur de nombreuses monographies, il les illustre au moyen de photographies qu'il réalise lui-même. Le fonds photographique Lauzun est conservé aux archives départementales de Lot-et-Garonne à Agen.
Installé à Valence-sur-Baïse, il participe à la fondation, avec le chanoine Carsalade du Pont, de la Société archéologique du Gers. Il en devient le président en 1901, Carsalade du Pont étant nommé évêque de Perpignan, et Adrien Lavergne demandant que les suffrages se portent sur lui.
Philippe Lauzun est l'auteur d'un nombre important d'études, notamment sur Marguerite de Valois, la Reine Margot, ainsi que sur les châteaux gascons, dont il est en quelque sorte l'« inventeur », écrivant sur eux de nombreuses monographies. Sa théorie sur les châteaux gascons considérés comme une ligne de défense entre possessions françaises capétiennes, et anglaises, a été depuis battue en brèche par les études modernes.

## Sources
- Philippe Tamizey de Larroque, Un gentilhomme campagnard entre l'histoire et le crépuscule, journal (1889-1898), Presses universitaires de Bordeaux

## Œuvres
- Étude sur le château de Bonaguil, canton de Fumel, Lot-et-Garonne, Agen, Imprimerie de Prosper Noubel, 1867 (lire en ligne)
- Le Château de Xaintrailles, avec eau-forte et plan, in-8o, Agen, 1874
- Une Fête et une Émeute à Agen pendant la Fronde, in-8o, Agen, 1875
- Les Députés de Lot-et-Garonne aux États-Généraux et aux Assemblées Modernes, 1484-1871, in-8o, Agen, 1876
- Un Ballet agenais au commencement du XVIIe siècle, Agen, Imprimerie Fernand Lamy, 1879 (lire en ligne), in-8o
- Lettres inédites de Marguerite de Valois : tirées de la Bibliothèque impériale de Saint-Pétersbourg, 1579-1606 publiées pour la Société historique de Gascogne, 1886
- L'abbaye de Flaran, en Armagnac, avec planches et plans, in-8o, Auch, 1890
- Les Couvents de la ville d’Agen, avant 1789, avec planches et plans, 2 vol. in-8o, Agen, 1889-1893
- Notice sur le Collège d’Agen, 1581-1888, in-8o, Agen, 1888
- Les Manuscrits de la bibliothèque de Saint-Amans, in-8o, Agen, 1889
- Une famille agenaise, les Lamouroux, Agen, Imprimerie veuve Lamy, 1893 (lire en ligne)
- Les Enceintes successives de la ville d’Agen, avec plan, in-8o, Agen, 1894
- Le Château de Nérac, avec deux photogravures, in-8o, Agen, 1896
- Le Château de Cauzac, avec une photogravure, in-8o, Agen, 1896
- Le Maréchal d’Estrades, avec portrait, in-8o, Agen, 1896
- Châteaux gascons de la fin du XIIIe siècle  (préf. Georges Tholin), Auch, Imprimerie et lithographie G. Foix, 1897 (lire en ligne)
- Le Château de Bonaguil en Agenais : description et histoire, Agen, Imprimerie et Lithographie Agenaises, 1897, 150 p. (lire en ligne)
- avec Georges Tholin Le Château d'Estillac, XIIIe – XVIe siècles, Agen, Imprimerie et lithographie agenaises, 1898 (lire en ligne)
- Inventaire général des piles gallo-romaines du sud-ouest de la France : et plus particulièrement du département du Gers, Caen, Henri Delesques imprimeur-éditeur, 1898 (lire en ligne)
- Le Château de Gavaudun en Agenais : Description et histoire, Agen, Imprimerie et lithographie agenaises, 1899 (lire en ligne)
- La Société académique d'Agen, 1776-1900, Paris, Picard, 1900
- Itinéraire raisonné de Marguerite de Valois en Gascogne d'après ses livres de comptes (1578-1586), Paris, Picard, 1902
- Le moulin de Barbaste (arrondissement de Nérac, Lot-et-Garonne), Agen, Imprimerie moderne, 1903 (lire en ligne)
- Le Mas-d'Agenais sous la domination romaine et le cimetière gallo-romain de Saint-Martin, Revue de Gascogne
- Le Couvent de Prouillan ou de Pont-Vert à Condom, Bulletin archéologique du Gers, 1904
- Correspondance de Bory de St Vincent, 1908-1912
- Souvenirs du vieil Agen, 1913
- Congrès archéologique de France. 68e session. Agen et Auch. 1901, Paris/Caen, Société française d'archéologie, 1902 
  - « Guide du congrès d'Agen et d'Auch en 1901 », p. 1-59, (lire en ligne),
  - « I. Etat des Etudes archéologiques dans le département de Lot-et-Garonne », p. 135-155, (lire en ligne),
  - « VI. Les piles gallo-romaines de l'Agenais et l'emplacement de Fines et d'Ussubium », p. 274-281, (lire en ligne),
  - « XIII. Les châteaux de l'Agenais », p. 343-361, (lire en ligne)

### Articles dans leBulletin de la Société archéologique du Gers
- avec J. Gardère « Le couvent des Dominicains de Pont-vert ou de Prouillan, à Condom », Bulletin de la Société archéologique du Gers, t. 5,‎ 1904, p. 190-198 (lire en ligne)
- « Des fortifications de Mouchan et de Vaupillon, au XVe siècle », Bulletin de la Société archéologique du Gers, t. 5,‎ 1904, p. 255-259 (lire en ligne)
- « Le château de Herrebouc », Bulletin de la Société archéologique du Gers, t. 12,‎ 1911, p. 13-34, 119-144 (lire en ligne)
- « Un château gascon. Le château de Sainte-Mère », Bulletin de la Société archéologique du Gers, t. 12,‎ 1911, p. 327-338 (lire en ligne)
- « Le Château de Carbon de Casteljaloux », Bulletin de la Société archéologique du Gers, t. 16,‎ 1915, p. 157-166 (lire en ligne)